# Platy
De Platy (Xiphophorus maculatus), ook wel plaatje genoemd, is een populaire tropische vissensoort. Hij behoort tot de familie van de Poeciliidae en is daarom een levendbarende soort. Hij is nauw verwant aan de zwaarddrager (Xiphoporus helleri). De soort komt uit Midden-Amerika (Mexico).
De mannelijke Platy heeft een puntige aarsvin, het vrouwtje een meer ronde aarsvin. Bevruchte vrouwtjes zijn te herkennen aan de donkere "drachtigheidsvlek" en aan de gespannen buik. Nadat ze ongeveer vier tot zes weken zwanger zijn geweest, gaan ze bevallen. Platy's krijgen gemiddeld 40 jongen per keer. Het aantal kan echter ook oplopen tot honderd.
Platy's zijn heel makkelijk in een aquarium te houden en doen het goed bij heel veel andere vissoorten. De beste watertemperatuur is rond de 24 °C tot 27 graden.
Deze vis is vreedzaam tegenover alle andere soorten en kan bij alle andere soorten van dezelfde waterkwaliteit worden gehouden.
Deze vissen staan erom bekend dat ze goede algenverdelgers zijn. Deze vissen houden zich op in alle lagen van het aquarium, maar meestal in de bovenste.
De kweek van deze vissen is gemakkelijk. Dit visje kweekt in bijna alle watercondities. Het beste resultaat heeft men bij een neutrale ph (7) en een hardheid van 15 °DH.
Zelfs in een gezelschapsbak met dichte beplanting en veel drijfplanten groeien de jongen uit tot volwassen exemplaren.
Wanneer het vrouwtje sterk wordt achterna gezeten door de mannetjes dan weet men dat het vrouwtje zal over gaan tot het baren van haar jongen.
Deze vissen zijn levendbarend, men zal de visjes dus onmiddellijk zien rondzwemmen.
Ze zijn na ongeveer een jaar volwassen, maar kunnen al na 3 tot 4 maanden paren.

## Bio
- Lengte : 6 cm, mannetje is kleiner (4 a 5 cm)
- pH (zuurgraad): 7 - 8
- Temperatuur: 20-26 °C (maar bij voorkeur 24 °C)
- Voedsel : Diepvries-, levend-, droogvoer, algen
- Vindplaats : Mexico, Guatemala en Honduras
- Aquarium grootte min. 50 – 60 cm